# Eishockey-Oberliga 1954/55
Die Saison 1954/55 der Eishockey-Oberliga war die siebte Spielzeit der höchsten deutschen Eishockeyliga. Deutscher Meister wurde EV Füssen, der damit seinen dritten Meistertitel in Folge gewinnen konnte. Aus der Liga absteigen musste der Neuling Mannheimer ERC, welcher durch die Düsseldorfer EG ersetzt wurde. Da der Zweitplatzierte der Aufstiegsrunde, der TEV Miesbach, auf das Relegationsspiel verzichtete, konnte der Vorletzte SC Weßling kampflos die Klasse halten.

## Voraussetzungen

### Teilnehmer
- VfL Bad Nauheim
- EC Bad Tölz
- EV Füssen (Titelverteidiger)
- Krefelder EV
- Preussen Krefeld
- Mannheimer ERC (Aufsteiger)
- SC Riessersee
- SC Weßling

### Modus
Wie im Vorjahr wurde der Deutsche Meister in einer Einfachrunde ausgespielt, sodass jeder Verein jeweils ein Heim- und ein Auswärtsspiel gegen die übrigen Mannschaften bestritt. Der Letztplatzierte stieg am Saisonende direkt aus der Oberliga ab und wurde durch den Ersten der Aufstiegsrunde ersetzt, während der Vorletzte der Oberliga in der Relegation gegen den Zweitplatzierten der Aufstiegsrunde seinen Startplatz in der höchsten Spielklasse verteidigen musste.

## Abschlusstabelle
|    | Klub             | Sp | S  | U | N  | Tore    | Punkte |
| -- | ---------------- | -- | -- | - | -- | ------- | ------ |
| 1. | EV Füssen        | 14 | 11 | 3 | 0  | 111:032 | 25:03  |
| 2. | Krefelder EV     | 14 | 10 | 2 | 02 | 116:033 | 22:06  |
| 3  | SC Riessersee    | 14 | 10 | 0 | 04 | 078:033 | 20:08  |
| 4. | EC Bad Tölz      | 14 | 07 | 3 | 04 | 058:043 | 17:11  |
| 5. | VfL Bad Nauheim  | 14 | 06 | 1 | 07 | 056:068 | 13:15  |
| 6. | Preussen Krefeld | 14 | 02 | 4 | 08 | 049:081 | 08:20  |
| 7. | SC Weßling       | 14 | 02 | 2 | 10 | 033:096 | 06:22  |
| 8. | Mannheimer ERC   | 14 | 0  | 1 | 13 | 018:133 | 01:27  |

Abkürzungen: Sp = Spiele, S = Siege, U = Unentschieden, N = Niederlagen
Erläuterungen: Meister, Relegation, Abstieg

## Kader des Deutschen Meisters
| Deutscher Meister EV Füssen | Wilhelm Bechler, Karl Fischer, Ludwig Kuhn, Ernst Eggerbauer, Martin Beck, Paul Ambros, Xaver Unsinn, Markus Egen, Oswald Huber, Georg Guggemos, Kurt Sepp, Fritz Kleber, Max Pfefferle Cheftrainer: Frank Trottier |

## Aufstiegsrunde

### Runde der Landesligameister
Für die Endrunde qualifizierten sich der Meister der Landesliga Bayern sowie eine Mannschaft aus den Landesligen im Norden – hier nahmen Berlin und NRW teil – und im Süd-Westen – hier nahmen Baden-Württemberg und Hessen teil.
Qualifikation Nord
Der Berliner Schlittschuhclub verzichtete gegen die Düsseldorfer EG.
Qualifikation Süd/West
- TV 1846 Gießen – Schwenninger ERC 4:1

Endrunde
Die Endrunde fand am 11. und 12. Februar 1955 in Düsseldorf statt.
|    | Klub            | Sp | S | U | N | Tore  | Punkte |
| -- | --------------- | -- | - | - | - | ----- | ------ |
| 1. | Düsseldorfer EG | 2  | 2 | 0 | 0 | 17:04 | 4:0    |
| 2. | TEV Miesbach    | 2  | 1 | 0 | 1 | 21:10 | 2:2    |
| 3. | TV 1846 Gießen  | 2  | 0 | 0 | 2 | 04:28 | 0:4    |

Abkürzungen: Sp = Spiele, S = Siege, U = Unentschieden, N = Niederlagen
Erläuterungen: Aufstieg, Relegation

### Relegation
Siebter Oberliga gegen Zweiter der Runde der Landesligameister:
Der TEV Miesbach verzichtete gegen den SC Weßling, der in der Oberliga verblieb.